# Municipio de Readmond
El municipio de Readmond (en inglés: Readmond Township) es un municipio ubicado en el condado de Emmet en el estado estadounidense de Míchigan. En el año 2010 tenía una población de 581 habitantes y una densidad poblacional de 7,23 personas por km².

## Geografía
El municipio de Readmond se encuentra ubicado en las coordenadas 45°34′27″N 85°2′15″O / 45.57417, -85.03750. Según la Oficina del Censo de los Estados Unidos, el municipio tiene una superficie total de 80.36 km², de la cual 80,36 km² corresponden a tierra firme y (0 %) 0 km² es agua.

## Demografía
Según el censo de 2010, había 581 personas residiendo en el municipio de Readmond. La densidad de población era de 7,23 hab./km². De los 581 habitantes, el municipio de Readmond estaba compuesto por el 93,46 % blancos, el 3,27 % eran amerindios, el 0,34 % eran de otras razas y el 2,93 % eran de una mezcla de razas. Del total de la población el 2,41 % eran hispanos o latinos de cualquier raza.